# Влара
Влара (словац. Vlára) — річка, права притока річки Ваг, протікає у Словаччині — в окрузі Тренчин і Чехії — округ Злін.
Довжина — 42,5 км; площа водозбору — 371 км².
Витік знаходиться на території Чехії в масиві Візовіцка Верховина — на висоті приблизно 640 метрів.
Впадає у Ваг при місті Немшова.